# مطار ماندالاي الدولي
مطار ماندالاي الدولي (بالبورمية: မန္တလေး အပြည်ပြည်ဆိုင်ရာ လေဆိပ်)، يقع عند حوالي 35 كيلومتر جنوب ماندالاي في تادا يو، هو واحد من ثلاثة مطارات دولية فقط في ميانمار، تم الانتهاء منه في عام 1999، وكان أكبر وأحدث مطار في البلاد حتى تحديث مطار يانغون الدولي في عام 2008.
يربط المطار 11 وجهة محلية وسبع وجهات دولية، لها مدرج طوله 4,267 متر (13,999 قدم) وهو أطول مدرج مستخدم في جنوب شرق آسيا ويتحمَّل المطار 3 ملايين مسافر سنويًا. ويعد قاعدة تشغيلٍ رئيسية لخطوط جولدن ميانمار الجوية.

## شركات الطيران والوجهات

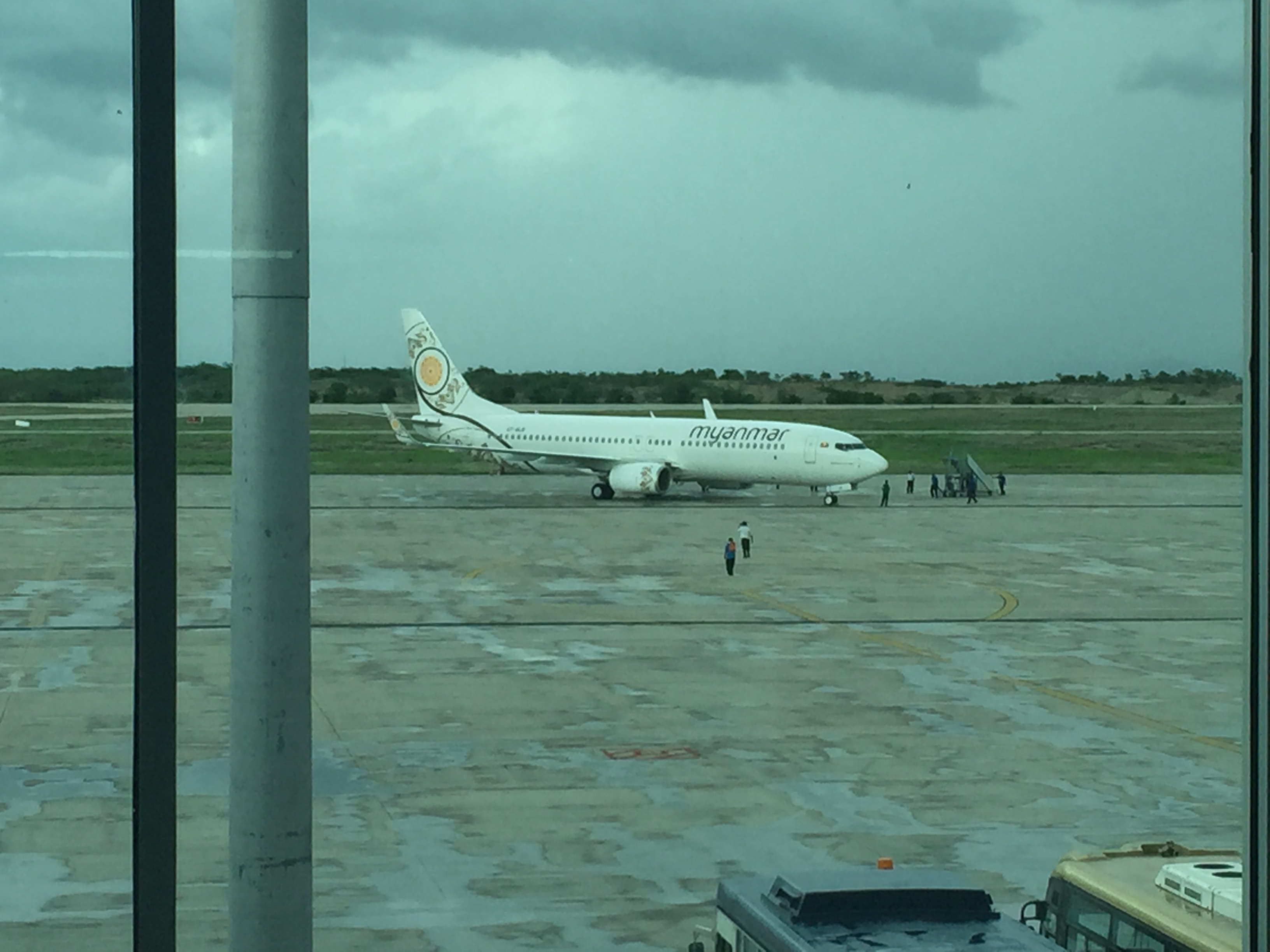
طائرة تابعة للخطوط الجوية الوطنية الميانمارية في مطار ماندالاي

| شركـات طيـران                 | الوجهات |
| ----------------------------- | --- |
| Air KBZ                       | Bagan، Bhamo، Heho، Kalemyo، Kengtung، Khamti، Myitkyina، Naypyidaw، Sittwe، Tachileik، Thandwe، Yangon عارض: Imphal |
| Air Thanlwin                  | Bagan، Bhamo، Heho، Kalemyo، Kengtung، Lashio، Myitkyina، Naypyidaw، Tachileik، Yangon |
| خطوط شرق الصين الجوية         | مطار كونمينغ جانغشوي الدولي |
| خطوط جونياو الجوية            | مطار نانجينغ الدولي |
| Kunming Airlines              | مطار كونمينغ جانغشوي الدولي |
| طيران لونج                    | مطار هانغتشو شياوشان الدولي |
| Mann Yatanarpon Airlines      | Bagan، Heho، Kengtung، Myitkyina، Tachilek، Thandwe، Yangon |
| Myanmar Airways International | مطار دون موينغ (تبدأ في 15 يونيو 2023)، مطار سوفارنابومي الدولي، Kengtung، Myitkyina، مطار تايوان تاويوان الدولي، Yangon موسمي عارض: مطار فوتشو تشانغله الدولي، مطار هانغتشو شياوشان الدولي، مطار حيفي شينكياو الدولي، مطار جينجيانغ تشيوانتشو، مطار ليني شوبولينغ، مطار نانتشانغ تشانغبى الدولي، مطار يانتاي جاوشوي الدولي |
| Myanmar National Airlines     | Bhamo، مطار تشيانغ مي، Kalemyo، Kengtung، Khamti، Loikaw، Myitkyina، Naypyidaw، Pakokku، Sittwe، Tachilek، Thandwe، Yangon |
| Ruili Airlines                | مطار ديهونغ مانغشي |
| طيران آسيا (تايلاند)          | مطار دون موينغ |
| West Air ‏                     | مطار تشونغتشينغ جيانغبى الدولي |

## الإحصائيات

### أهم الوجهات
| مرتبة | الأماكن              | التردد (اسبوعيا) |
| ----- | -------------------- | ---------------- |
| 1     | يانغون               | 25               |
| 2     | ميتكيينا             | 19               |
| 3     | تاتشيلك              | 15               |
| 4     | بانكوك - سوفارنابومي | 7                |
| 5     | كاليميو              | 5                |
| 6     | حكمتي                | 5                |
| 7     | كنج تونج             | 3                |
| 8     | سيتوي                | 3                |
| 9     | بانكوك - دون موينج   | 3                |
| 10    | بهامو                | 3                |

### حركة المرور حسب السنة
| السنة   | ركاب      | التغيير عن العام السابق | الحركات |  |
| ------- | --------- | ----------------------- | ------- |  |
| 2011    | 528193    |                         | 17،926  |  |
| 2012    | 610969    | ▲ 0 16٪                 | 19059   |  |
| 2013    | 79432     | ▲ 0 30٪                 | 22.590  |  |
| 2014    | 938901    | ▲ 0 18٪                 | 24.598  |  |
| 2015    | 1،016،549 | ▲ 0 8٪                  | 25446   |  |
| 2016    | 1،171،753 | ▲ 0 15٪                 | 25184   |  |
| 2017    | 1،320،945 | ▲ 0 12٪                 | 25.073  |  |
| المصدر: |           |                         |         |  |

## معرض صور

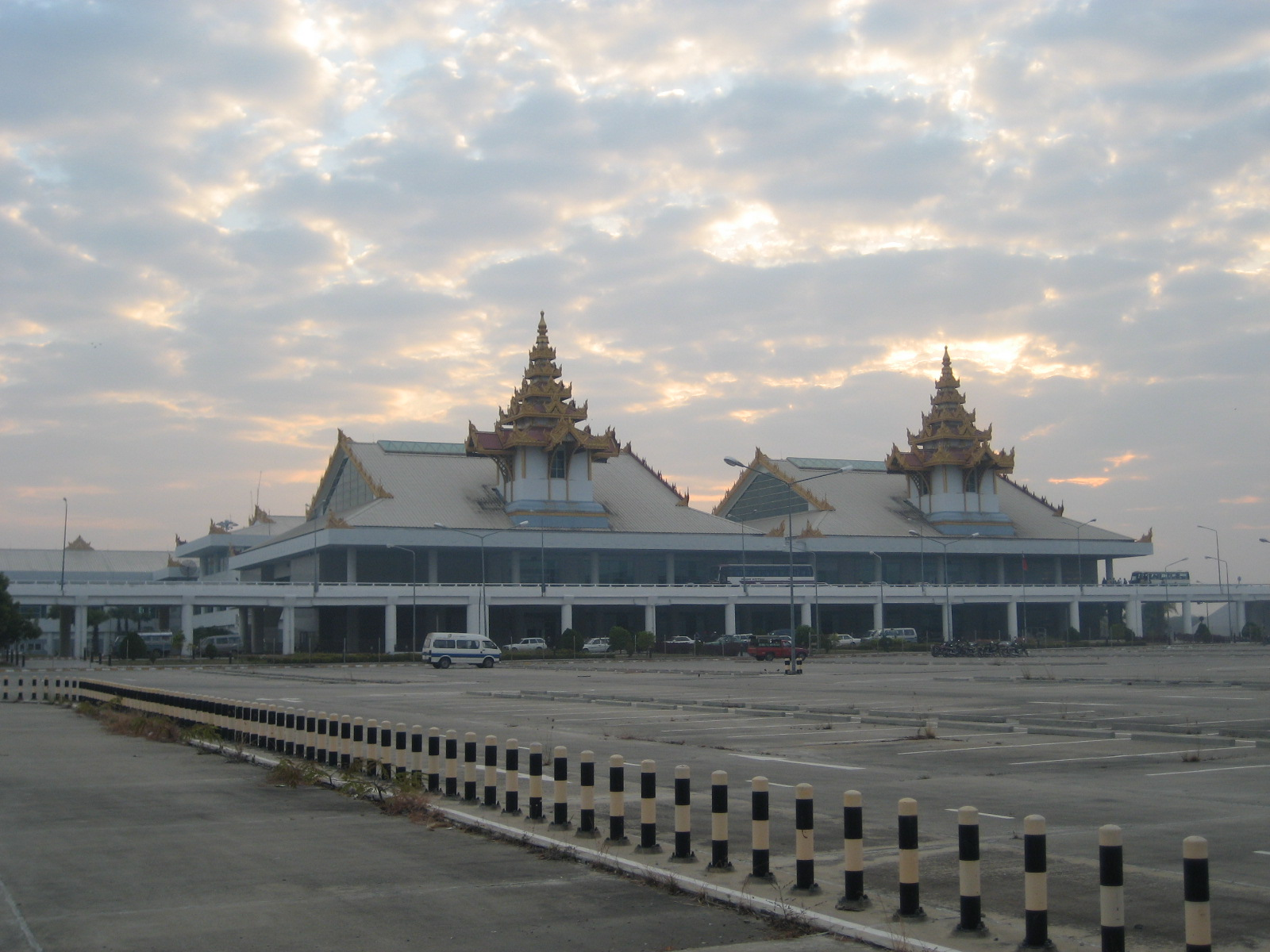
منظر مطار ماندالاي الدولي من منطقة وقوف السيارات
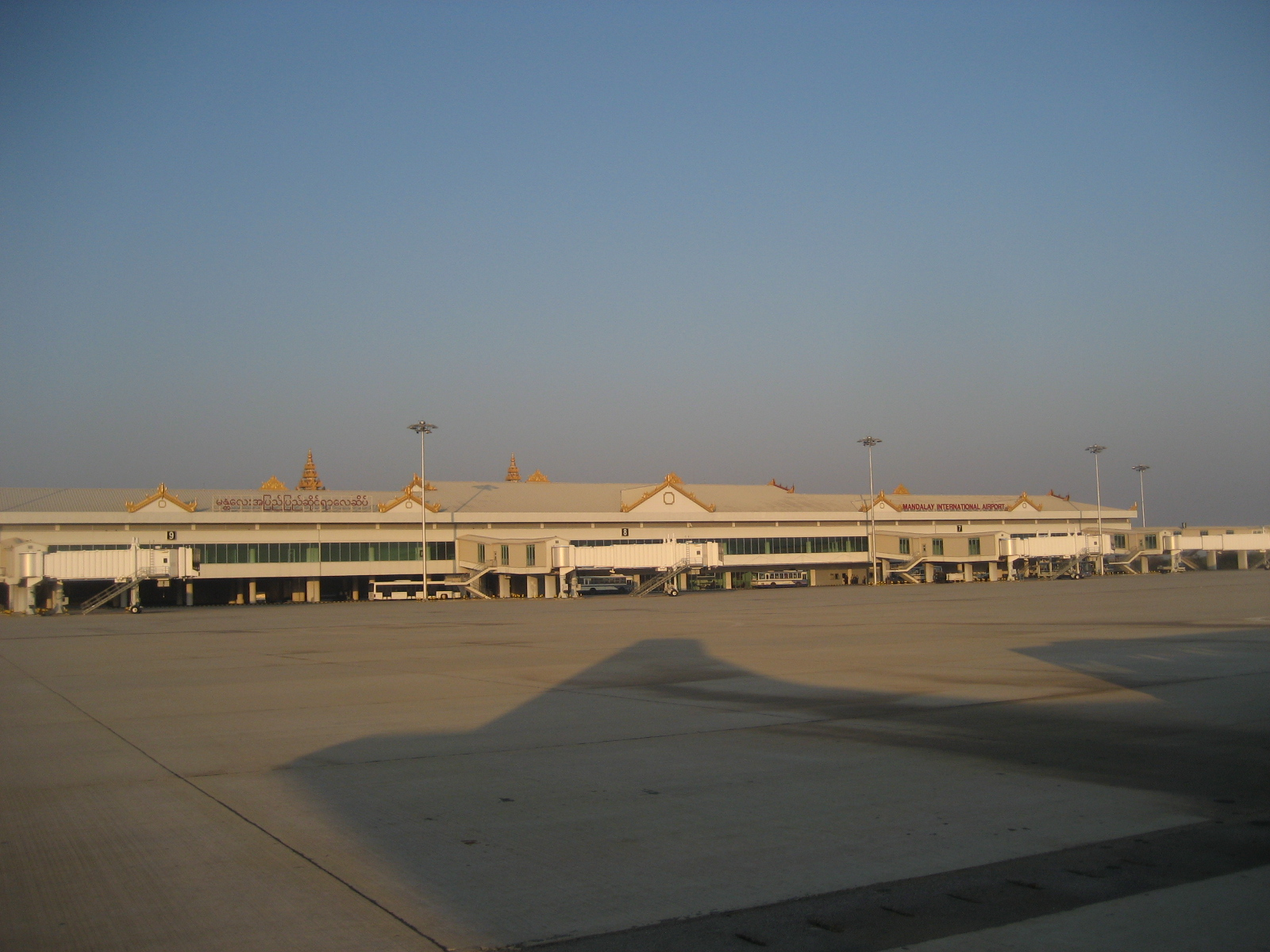
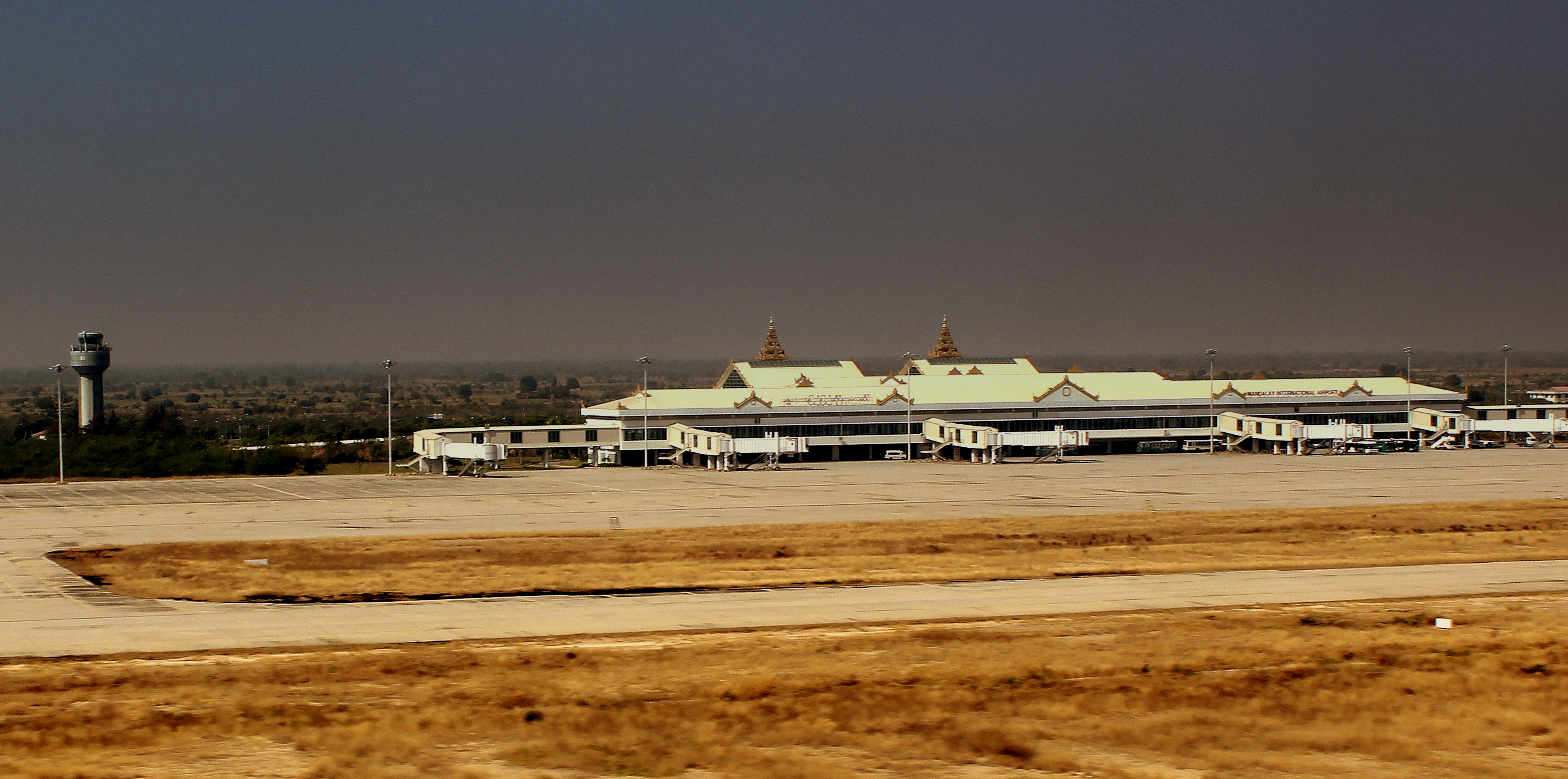
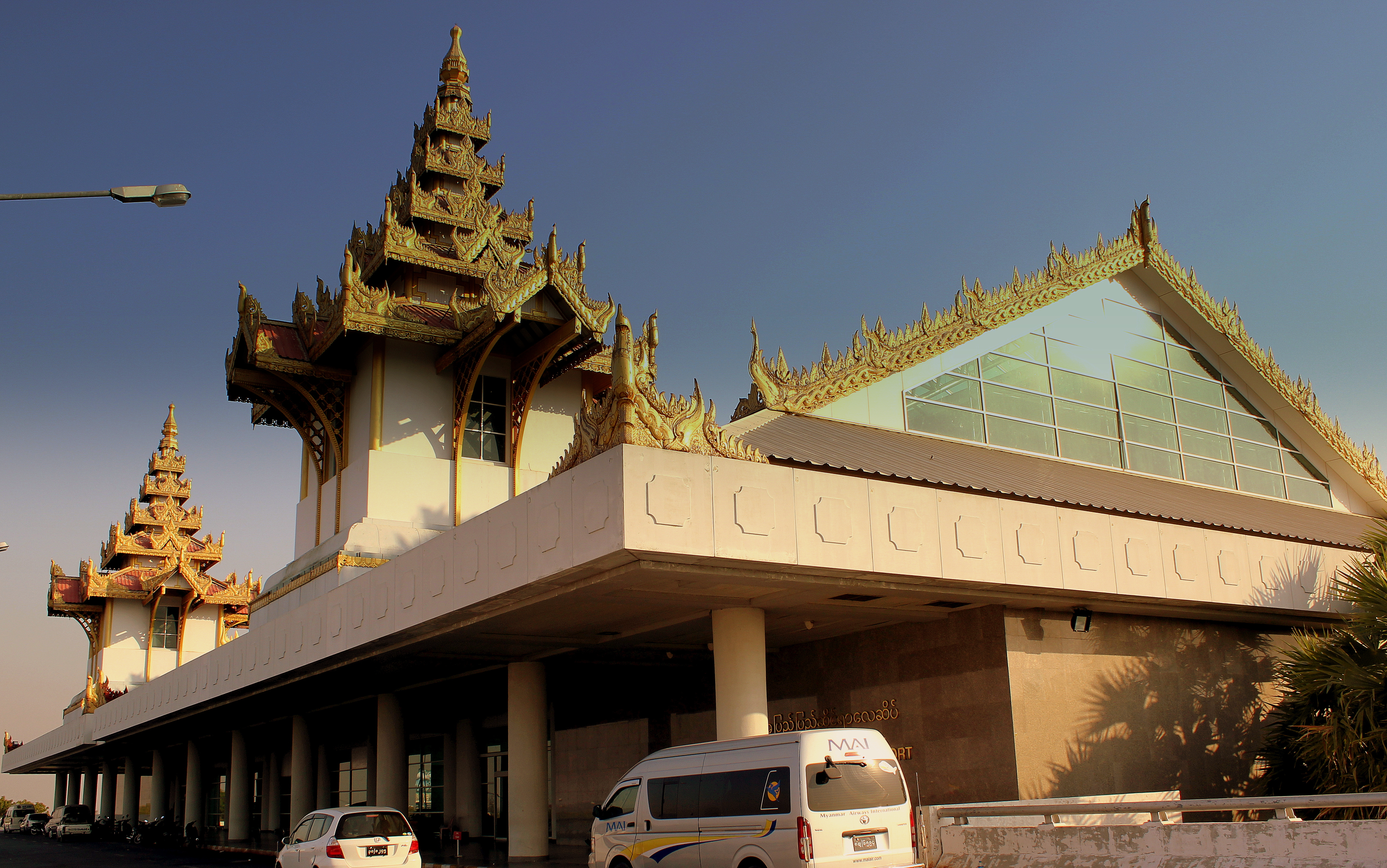
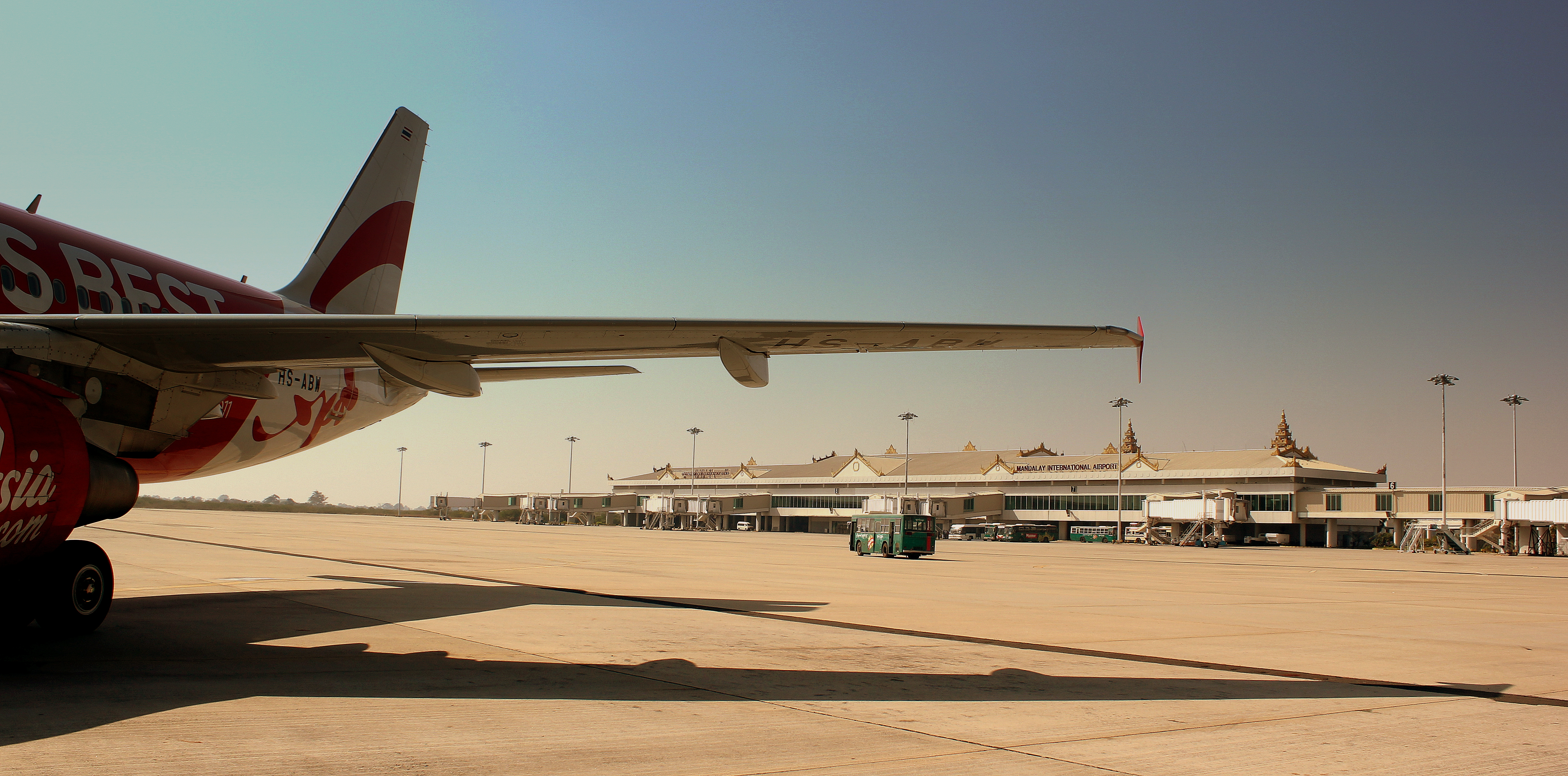
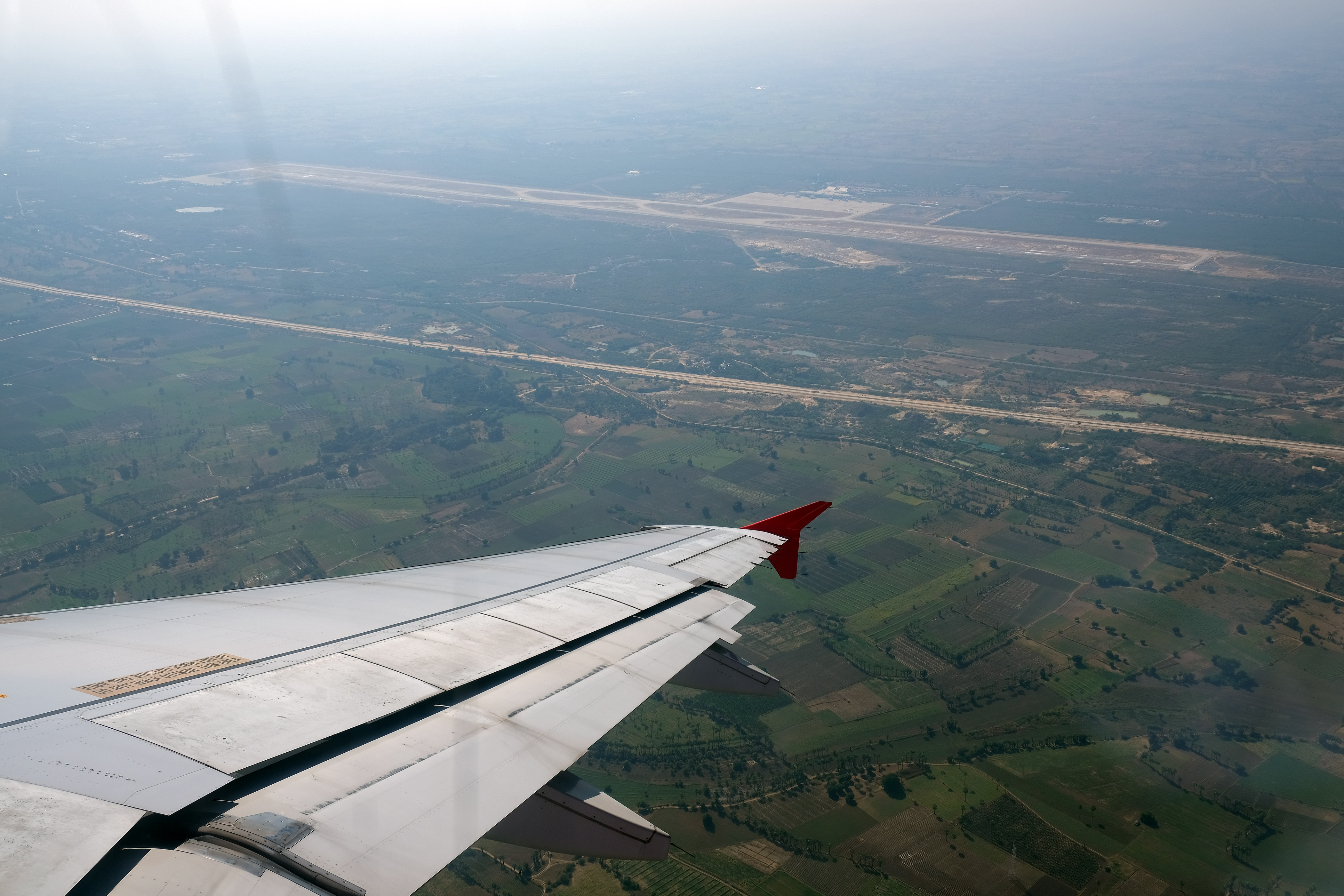
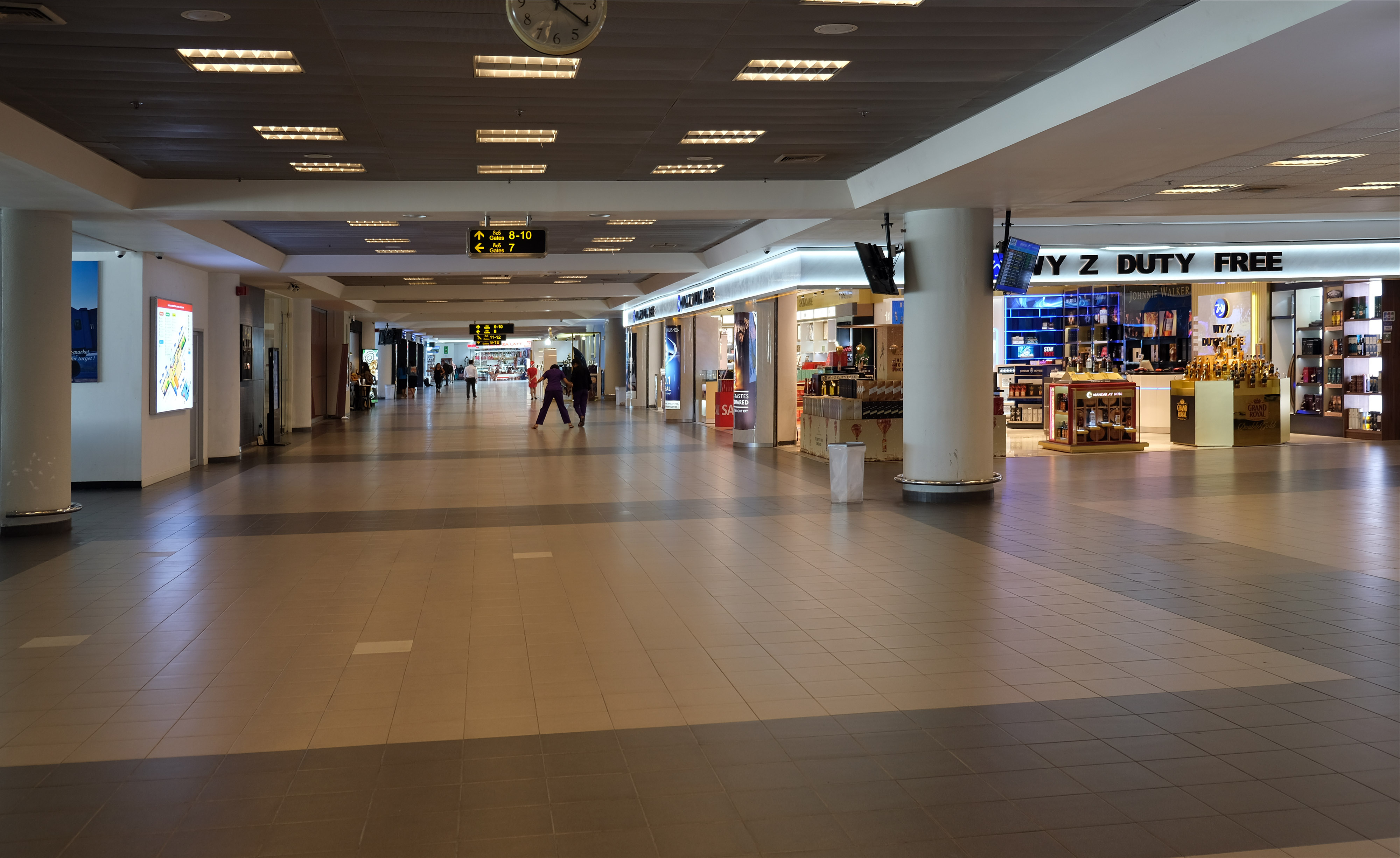

## روابط خارجية
- مطار ماندالاي الدولي.